# هوندا اطلس
هوندا اطلس ({{lang-ur|ہونڈا اٹلس) شرکت خودروسازی پاکستانی است، که در سال ۱۹۹۲ توسط شرکت هوندا تأسیس شد.